# Platja de San Juan de Nieva
Es coneix com a platja de San Juan l'extrem oriental de l'arenal situat entre el ressalti rocós de La Peñona, en la localitat de Salinas, i el marge esquerre de la ria d'Avilés, a prop de localitat de San Juan de Nieva en el concejo asturià de Castrillón (Espanya). També és denominada per algunes fonts com a platja del Espartal. Forma part de la Costa Central asturiana.

## Característiques
Aquesta platja de 500 metres de llarg compta amb una sorra fina i orada, a més posseeix una protecció ambiental especial a causa de l'ecosistema dunar que l'envolta conegut com Les dunes del Espartal, el qual té una abundant vegetació i serveix d'estació per a nombrosos tipus d'aus en els seus trànsits migratoris.
És molt coneguda juntament amb la platja de Salinas pels amants del surf, que aprofiten el seu fort onatge per a la pràctica del seu esport favorit. A més també es pot pescar a la zona de l'espigó, que separa la platja de la desembocadura de la ria d'Avilés.

## Equipaments i serveis
Segons la guia de platges del Ministeri de Medi ambient, la platja posseeix un bon nivell d'equipaments. Disposa d'equips de vigilància i salvament i senyalització de perill. A més posseeix servei de condícies, dutxes, telèfon, papereres, servei de neteja i establiments de menjar i beguda.

## Bandera blava
Ha estat distingida consecutivament diversos anys amb la bandera blava que concedeix l'Associació d'Educació Ambiental i del Consumidor (ADEAC).

## Accessos
A més es pot accedir fàcilment amb cotxe, perquè posseeix aparcament propi; a peu,en la línia d'autobús L-15 (Avilés-Sant Joan) o en la línia C3 de Rodalies Astúries.